# لويس مولينا
لويس مولينا (بالإسبانية: Luis Molina)‏ هو منافس ألعاب قوى أرجنتيني، ولد في 7 مارس 1988 في بوينس آيرس في الأرجنتين.

## وصلات خارجية
- لويس مولينا على موقع أوليمبيديا (الإنجليزية)
- لويس مولينا على موقع اللجنة الأولمبية الأرجنتينية (الإسبانية)